# Vienna Open 2010
Il Vienna Open 2010, noto anche come Bank Austria Tennis Trophy per motivi di sponsorizzazione, è stato un torneo di tennis che si è giocato su campi in cemento al coperto. È stata la 36ª edizione del Vienna Open e faceva parte della categoria ATP World Tour 250 series dell'ATP World Tour 2010. Gli incontri si sono tenuti alla Wiener Stadthalle di Vienna, in Austria, dal 25 al 31 ottobre 2010.

## Partecipanti ATP

### Teste di serie
| Giocatore              | Nazionalità | Ranking* | Testa di serie |
| ---------------------- | ----------- | -------- | -------------- |
| Jürgen Melzer          | Austria     | 12       | 1              |
| Marin Čilić            | Croazia     | 14       | 2              |
| Nicolás Almagro        | Spagna      | 16       | 3              |
| Marcos Baghdatis       | Cipro       | 19       | 4              |
| Ernests Gulbis         | Lettonia    | 24       | 5              |
| Guillermo García López | Spagna      | 29       | 6              |
| Philipp Kohlschreiber  | Germania    | 33       | 7              |
| Juan Ignacio Chela     | Argentina   | 40       | 8              |

- Le teste di serie sono basate sul ranking dell'11 ottobre 2010.

### Altri partecipanti
I seguenti giocatori hanno ricevuto una wild card per il tabellone principale: 
- James Blake
- Martin Fischer
- Thomas Muster

I seguenti giocatori sono passati dalle qualificazioni:

- Matthias Bachinger
- Marsel İlhan
- Andrej Martin
- Grega Žemlja

Il giocatore seguente è entrato nel tabellone principale come lucky loser:
- Andreas Haider-Maurer

## Campioni

### Singolare maschile
Jürgen Melzer ha battuto in finale  Andreas Haider-Maurer 6(10)–7, 7–6(4), 6-4
- È il 1º titolo dell'anno per Melzer, il 3° della sua carriera.

### Doppio maschile
Daniel Nestor /  Nenad Zimonjić hanno battuto in finale  Mariusz Fyrstenberg /  Marcin Matkowski, 7–5, 3–6, [10–5]